# 65. ceremonia wręczenia nagród Grammy
65. ceremonia wręczenia nagród Grammy, prestiżowych amerykańskich nagród muzycznych wręczanych przez Narodową Akademię Sztuki i Techniki Rejestracji odbyła się w niedzielę, 5 lutego 2023 roku. Gala miała miejsce na arenie Crypto.com Arena w Los Angeles. Nominacje zostały ogłoszone w czasie transmisji na żywo 15 listopada 2022 roku. Południowoafrykański komik Trevor Noah, który był gospodarzem 63. i 64. ceremonii, pojawił się jako gospodarz po raz trzeci.
Najwięcej nominacji uzyskała Beyoncé – 9, tuż za nią z 8 nominacjami znalazł się Kendrick Lamar, a Adele i Brandi Carlile uzyskały ich po siedem. Z 88 nominacjami w karierze, Beyoncé wraz ze swoim mężem Jayem-Z są najczęściej nominowanymi artystami w historii Grammy. Krążek Un Verano Sin Ti wydany przez Bad Bunny’ego stał się pierwszym hiszpańskojęzycznym albumem nominowanym w kategorii Albumu Roku.
Kim Petras została pierwszą transpłciową kobietą, która zdobyła nagrodę Grammy za najlepszy występ pop/duet. Aktorka Viola Davis została nagrodzona Grammy w kategorii najlepszy audiobook za „Finding Me”. Tym samym dołączyła do prestiżowego grona artystek i artystów, którzy w swoim dorobku mają Emmy, Grammy, Oscara, Tony (EGOT). Dzięki zdobyciu czterech nagród Beyoncé stała się najczęściej nagradzaną osobą w historii Grammy z wynikiem 32 statuetek. Wyprzedziła jednocześnie dotychczasowego rekordzistę węgiersko-brytyjskiego dyrygenta Georga Soltiego, który zdobył 31 Grammy.

## Nagrody i nominacje
Zwycięzcy zostali wymienieni jako pierwsi oraz wyróżnieni pogrubioną czcionką

### Obszar generalny
| Nagranie roku | Album roku |
| --- | --- |
| - „About Damn Time” – Lizzo - „Don’t Shut Me Down” – ABBA - „Easy on Me” – Adele - „Break My Soul” – Beyoncé - „Good Morning Gorgeous” – Mary J. Blige - „You and Me on the Rock” – Brandi Carlile - „Woman” – Doja Cat - „Bad Habit” – Steve Lacy - „The Heart Part 5" – Kendrick Lamar - „As It Was” – Harry Styles                                                                | - Harry’s House – Harry Styles - Voyage – ABBA - 30 – Adele - Un Verano Sin Ti – Bad Bunny - Renaissance – Beyoncé - Good Morning Gorgeous – Mary J. Blige - In These Silent Days – Brandi Carlile - Music of the Spheres – Coldplay - Mr. Morale & the Big Steppers – Kendrick Lamar - Special – Lizzo |
| Piosenka roku | Najlepszy nowy artysta |
| - „Just Like That” – Bonnie Raitt - „ABCDEFU” – Gayle - „About Damn Time” – Lizzo - „All Too Well (10 Minute Version) (The Short Film)” – Taylor Swift - „As It Was” – Harry Styles - „Bad Habit” – Steve Lacy - „Break My Soul” – Beyoncé - „Easy on Me” – Adele - „God Did” – DJ Khaled i Rick Ross, Lil Wayne, Jay-Z, John Legend i Fridayy - „The Heart Part 5" – Kendrick Lamar | - Samara Joy - Anitta - Omar Apollo - Domi and JD Beck - Muni Long - Latto - Måneskin - Tobe Nwigwe - Molly Tuttle - Wet Leg |

### Pop
| Najlepszy występ popowy, solo | Najlepszy występ popowy w duecie/grupowy |
| --- | --- |
| - „Easy on Me” – Adele - „Moscow Mule” – Bad Bunny - „Woman” – Doja Cat - „Bad Habit” – Steve Lacy - „About Damn Time” – Lizzo - „As It Was” – Harry Styles       | - „Unholy” – Sam Smith i Kim Petras - „Don’t Shut Me Down” – ABBA - „Bam Bam” – Camila Cabello i Ed Sheeran - „My Universe” – Coldplay i BTS - „I Like You (A Happier Song)” – Post Malone i Doja Cat |
| Najlepszy popowy album tradycyjny | Najlepszy album popowy |
| - Higher – Michael Bublé - When Christmas Comes Around... – Kelly Clarkson - I Dream of Christmas – Norah Jones - Evergreen – Pentatonix - Thank You – Diana Ross | - Harry’s House – Harry Styles - Voyage – ABBA - 30 – Adele - Music of the Spheres – Coldplay - Special – Lizzo                                                                                       |

### Dance/Electronic
| Najlepsze nagranie muzyki dance | Najlepszy album muzyki dance/elektronicznej                                                                        |
| --- | --- |
| - „Break My Soul” – Beyoncé - „Rosewood” – Bonobo - „Don’t Forget My Love” – Diplo i Miguel - „I’m Good (Blue)” – David Guetta i Bebe Rexha - „Intimidated” – Kaytranada i H.E.R. - „On My Knees” – Rüfüs Du Sol | - Renaissance – Beyoncé - Fragments – Bonobo - Diplo – Diplo - The Last Goodbye – Odesa - Surrender – Rüfüs du Sol |

### Rock
| Najlepszy występ rockowy | Najlepszy występ metalowy |
| --- | --- |
| - „Broken Horses” – Brandi Carlile - „So Happy It Hurts” – Bryan Adams - „Old Man” – Beck - „Wild Child” – The Black Keys - „Crawl!” – Idles - „Patient Number 9" – Ozzy Osbourne i Jeff Beck - „Holiday”– Turnstile        | - „Degradation Rules” – Ozzy Osbourne i Tony Iommi - „Call Me Little Sunshine” – Ghost - „We’ll Be Back” – Megadeth - „Kill Or Be Killed” – Muse - „Blackout” – Turnstile                                         |
| Najlepsza piosenka rockowa | Najlepszy album rockowy |
| - „Broken Horses” – Brandi Carlile, Phil Hanseroth, Tim Hanseroth - „Black Summer” – Red Hot Chili Peppers - „Blackout” – Turnstile - „Harmonia’s Dream” –The War On Drugs - „Patient Number 9" – Ozzy Osbourne i Jeff Beck | - Patient Number 9 – Ozzy Osbourne - Dropout Boogie – The Black Keys - The Boy Named If – Elvis Costello i The Imposters - Crawler – Idles - Mainstream Sellout – Machine Gun Kelly - Lucifer on the Sofa – Spoon |

### Rap
| Najlepszy występ rapowy | Najlepszy występ rapowy/śpiewany |
| --- | --- |
| - „The Heart Part 5" – Kendrick Lamar - „God Did” – DJ Khaled i Rick Ross, Lil Wayne, Jay-Z, John Legend i Fridayy - „Vegas” – Doja Cat - „Pushin P” – Gunna i Future i Young Thug - „F.N.F. (Let’s Go)” – Hitkidd e GloRilla                                                                       | - „Wait for U” – Future oraz Drake i Tems - „Beautiful” – DJ Khaled i Future i SZA - „First Class – Jack Harlow - „Die Hard” – Kendrick Lamar oraz Blxst i Amanda Reifer - „Big Energy (Live)” – Latto |
| Najlepsza piosenka rapowa | Najlepszy album hip-hopowy |
| - „The Heart Part 5" – Kendrick Lamar, Jake Kosich, Johnny Kosich, Matt Schaeffer - „Churchill Downs” – Jack Harlow i Drake - „God Did” – DJ Khaled oraz Rick Ross, Lil Wayne, Jay-Z, John Legend i Fridayy - „Pushin P” – Gunna oraz Future i Young Thug - „Wait for U” – Future oraz Drake i Tems | - Mr. Morale & the Big Steppers – Kendrick Lamar - God Did – DJ Khaled - I Never Liked You – Future - Come Home the Kids Miss You – Jack Harlow - It’s Almost Dry – Pusha T                            |

### R&B
| Najlepsza piosenka R&B | Najlepszy album R&B |
| --- | --- |
| - „Cuff It” – Beyoncé - „Good Morning Gorgeous” – Mary J. Blige - „Hrs & Hrs” – Muni Long - „Hurt Me So Good” – Jazmine Sullivan - „Please Don’t Walk Away” – PJ Morton | - Black Radio III – Robert Glasper - Watch the Sun – PJ Morton - Good Morning Gorgeous – Mary J. Blige - Breezy – Chris Brown - Candydrip – Lucky Daye                                                        |
| Najlepszy występ R&B | Najlepszy występ tradycyjny R&B |
| - „Hrs & Hrs” – Muni Long - „Virgo’s Groove” – Beyoncé - „Hurt Me So Good” – Jazmine Sullivan - „Over” – Lucky Daye - „Here With Me” – Mary J. Blige i Anderson.Paak    | - „Plastic Off the Sofa” – Beyoncé - „Do 4 Love” – Snoh Aalegra - „Good Morning Gorgeous” – Mary J. Blige - „Keeps on Fallin’” – Babyface i Ella Mai - „’Round Midnight” – Adam Blackstone i Jazmine Sullivan |
| Najlepszy album typu urban contemporary | |
| - Gemini Rights – Steve Lacy - Drones – Terrace Martin - Operation Funk – Cory Henry - Red Balloon – Tank and the Bangas - Starfruit – Moonchild                        | |

### Country
| Najlepszy występ country, solo | Najlepszy występ country w duecie/grupowy |
| --- | --- |
| - „Live Forever” – Willie Nelson - „Heartfirst” – Kelsea Ballerini - „Something In The Orange” – Zach Bryan - „In His Arms” – Miranda Lambert - „Circles Around This Town” – Maren Morris                                                              | - „Never Wanted To Be That Girl” – Carly Pearce i Ashley McBryde - „Wishful Drinking” – Ingrid Andress i Sam Hunt - „Midnight Rider’s Prayer” – Brothers Osborne - „Outrunnin’ Your Memory” – Luke Combs i Miranda Lambert - „Does He Love You – Revisited” – Reba McEntire i Dolly Parton - „Going Where The Lonely Go” – Robert Plant i Alison Krauss |
| Najlepsza piosenka country | Najlepszy album country |
| - „'Til You Can’t” – Matt Rogers, Ben Stennis - „Doin’ This” – Luke Combs - „I Bet You Think About Me (Taylor’s Version) (From The Vault)” – Taylor Swift - „If I Was A Cowboy” – Miranda Lambert - „I’ll Love You Till The Day I Die” – Willie Nelson | - A Beautiful Time – Willie Nelson - Growin’ Up – Luke Combs - Palomino – Miranda Lambert - Ashley McBryde Presents: Lindeville – Ashley McBryde - Humble Quest – Maren Morris |

### Muzyka alternatywna
| Najlepszy album alternatywny | Najlepszy występ muzyki alternatywnej |
| --- | --- |
| - Wet Leg – Wet Leg - We – Arcade Fire - Dragon New Warm Mountain I Believe in You – Big Thief - Fossora – Björk - Cool It Down – Yeah Yeah Yeahs | - „Chaise Longue” – Wet Leg - „There’d Better Be a Mirrorball” – Arctic Monkeys - „Certainty” – Big Thief - „King” – Florence and the Machine - „Spitting Off the Edge of the World” – Yeah Yeah Yeahs i Perfume Genius |

### Reggae
| Najlepszy album muzyki reggae | Najlepszy album muzyki reggae |
| --- | ----------------------------- |
| - The Kalling – Kabaka Pyramid - Gifted – Koffee - Scorcha – Sean Paul - Third Time’s the Charm – Protoje - Com Fly Wid Mi – Shaggy |                               |

### World Music
| Najlepszy album międzynarodowy | Najlepszy występ międzynarodowy |
| --- | --- |
| - Sakura – Masa Takumi - Shuruaat – Berklee Indian Ensemble - Love, Damini – Burna Boy - Queen of Sheba – Angélique Kidjo i Ibrahim Maalouf - Between Us... (Live) – Anoushka Shankar, Metropole Orkest i Jules Buckley featuring Manu Delago | - „Bayethe” – Wouter Kellerman, Zakes Bantwini i Nomcebo Zikode - „Udhero Na” – Arooj Aftab e Anoushka Shankar - „Gimme Love” – Matt B i Eddy Kenzo - „Last Last” – Burna Boy - „Neva Bow Down” – Rocky Dawuni featuring Blvk H3ro |

### Dzieci
| Najlepszy album dziecięcy | Najlepszy album dziecięcy |
| --- | ------------------------- |
| - The Movement – Alphabet Rockers - Ready Set Go! – Divinity Roxx - Space Cadet – Justin Roberts - Los Fabulosos – Lucky Diaz and the Family Jam Band - Into the Little Blue House – Wendy and DB |                           |

### Media wizualne
| Najlepsza ścieżka dźwiękowa do medium wizualnego | Najlepsza ścieżka dźwiękowa – kompilacja do medium wizualnego |
| --- | --- |
| - Nasze magiczne Encanto – Germaine Franco - Nie czas umierać – Hans Zimmer - Psie pazury – Jonny Greenwood - Batman – Michael Giacchino - Sukcesja – Nicholas Britell | - Nasze magiczne Encanto – różni wykonawcy - Elvis – różni wykonawcy - Stranger Things: Music from the Netflix Original Series, Season 4 (Vol. 2) – różni wykonawcy - Top Gun: Maverick – Lorne Balfe, Harold Faltermeyer, Lady Gaga & Hans Zimmer - West Side Story – różni wykonawcy |
| Najlepszy utwór stworzony do medium wizualnego | |
| - „We Don’t Talk About Bruno” – Lin-Manuel Miranda z filmu Nasze magiczne Encanto - „Be Alive” – Beyoncé & Darius Scott Dixson z filmu King Richard: Zwycięska rodzina - „Carolina” – Taylor Swift z filmu Gdzie śpiewają raki - „Hold My Hand” – Lady Gaga z filmu Top Gun: Maverick - „Keep Rising” – Angelique Kidjo, Jeremy Lutito & Jessy Wilson z filmu Królowa wojownik - „Nobody Like U” – Billie Eilish & Finneas O’Connell z filmu To nie wypanda | |

### Teledysk/Film
| Najlepszy teledysk | Najlepszy film muzyczny |
| --- | --- |
| - All Too Well: The Short Film – Taylor Swift - „Easy on Me” – Adele - „Yet to Come” – BTS - „Woman” – Doja Cat - „The Heart Part 5" – Kendrick Lamar - „As It Was” – Harry Styles | - Jazz Fest: A New Orleans Story – różni wykonawcy - Adele One Night Only – Adele - Our World – Justin Bieber - Billie Eilish Live at the O2 – Billie Eilish - Motomami (Rosalía TikTok Live Performance) – Rosalía - A Band A Brotherhood A Barn – Neil Young i Crazy Horse |